# Manuel Sapunga
Manuel Sapunga Mbara (22 gennaio 1992) è un calciatore equatoguineano, portiere del Polokwane City e della nazionale equatoguineana.

## Carriera

### Nazionale
Nel gennaio 2022 viene incluso dal CT della nazionale equatoguineana nella lista dei convocati per la Coppa d'Africa 2021. Fa il suo esordio in nazionale il 12 gennaio in occasione dell'incontro della fase a gironi perso 1-0 contro la Costa d'Avorio.

## Statistiche

### Cronologia presenze e reti in nazionale
| Cronologia completa delle presenze e delle reti in nazionale ― Guinea Equatoriale | Cronologia completa delle presenze e delle reti in nazionale ― Guinea Equatoriale | Cronologia completa delle presenze e delle reti in nazionale ― Guinea Equatoriale | Cronologia completa delle presenze e delle reti in nazionale ― Guinea Equatoriale | Cronologia completa delle presenze e delle reti in nazionale ― Guinea Equatoriale | Cronologia completa delle presenze e delle reti in nazionale ― Guinea Equatoriale | Cronologia completa delle presenze e delle reti in nazionale ― Guinea Equatoriale | Cronologia completa delle presenze e delle reti in nazionale ― Guinea Equatoriale |
| Data                                                                              | Città                                                                             | In casa                                                                           | Risultato                                                                         | Ospiti                                                                            | Competizione                                                                      | Reti                                                                              | Note                                                                              |
| --------------------------------------------------------------------------------- | --------------------------------------------------------------------------------- | --------------------------------------------------------------------------------- | --------------------------------------------------------------------------------- | --------------------------------------------------------------------------------- | --------------------------------------------------------------------------------- | --------------------------------------------------------------------------------- | --------------------------------------------------------------------------------- |
| 12-1-2022                                                                         | Douala                                                                            | Guinea Equatoriale                                                                | 0 – 1                                                                             | Costa d'Avorio                                                                    | Coppa d'Africa 2021 - 1º turno                                                    | -1                                                                                |                                                                                   |
| 9-1-2024                                                                          | Malabo                                                                            | Guinea Equatoriale                                                                | 1 – 1                                                                             | Gibuti                                                                            | Amichevole                                                                        | -1                                                                                |                                                                                   |
| 22-3-2024                                                                         | Gedda                                                                             | Guinea Equatoriale                                                                | 2 – 0                                                                             | Cambogia                                                                          | Amichevole                                                                        | -                                                                                 | 81’                                                                               |
| 17-11-2024                                                                        | Lomé                                                                              | Togo                                                                              | 3 – 0                                                                             | Guinea Equatoriale                                                                | Qual. Coppa d'Africa 2025                                                         | -3                                                                                |                                                                                   |
| 9-6-2025                                                                          | Marrakech                                                                         | Camerun                                                                           | 1 – 1                                                                             | Guinea Equatoriale                                                                | Amichevole                                                                        | -1                                                                                |                                                                                   |
| Totale                                                                            |                                                                                   | Presenze                                                                          | 5                                                                                 |                                                                                   | Reti                                                                              | -6                                                                                |                                                                                   |